# Tomasa Vélez Sarsfield
Tomasa Vélez Sarsfield (Córdoba, Argentina fl. - Buenos Aires, Argentina, 1876) va ser una dona argentina, vocal de la Societat de Beneficència de Buenos Aires, coneguda per haver fundat el 15 de març de 1854 l'Hospital Braulio Aurelio Moyano per a dones dements, el primer en el seu tipus a Argentina. Durant el govern de Rosas, fou federalista.